# Première guerre du Nord
AFFICHERTITRE
À ne pas confondre avec la grande guerre du Nord ou seconde guerre du Nord (de 1700 à 1721) ; ces deux guerres ont été par la suite appelées les Guerres nordiques
Batailles
- Żarnów
- Kłecko
- Sobota
- Varsovie
- Riga
- Prostki
- Chojnice
- Marche des Belts
- Öresund
- Copenhague
- Nyborg
- Kolding

La Seconde Guerre du Nord (aussi appelé Première Guerre du Nord selon des historiens ou Guerre du Nord de 1655-1660) désigne un ensemble de conflits impliquant la Suède et d’autres nations riveraines de la mer Baltique, entre 1655 et 1660. Ainsi, elle oppose la Suède à la Pologne-Lituanie (de 1655 à 1660), à la Russie (de 1656 à 1658), au Brandebourg-Prusse (de 1657 à 1660), à la monarchie des Habsbourg et au Danemark-Norvège (par la guerre dano-suédoise de 1657 à 1658) et au Danemark-Norvège (par la guerre dano-suédoise de 1658 à 1660). Les Provinces-Unies interviennent aussi à plusieurs reprises contre la Suède.
En 1655, Charles X Gustave envahit et occupe l'Ouest de la Pologne-Lituanie, la partie orientale étant déjà occupée par la Russie. Les désastres militaires de cette époque sont connus en Pologne sous le nom de « Déluge ». Le grand-duché de Lituanie devient un vassal de la Suède, les armées polono-lituaniennes se rendent et le roi Jean II Casimir Vasa s'enfuit en Autriche. Frédéric-Guillaume Ier de Brandebourg et le duc de Prusse soutiennent initialement les principautés de Prusse royale administrées par la Pologne-Lituanie, mais sont vite forcés de s'allier avec la Suède qui fait du duché de Prusse l'un de ses vassaux. Exploitant les ressentiments de la population catholique sous occupation protestante, Jean Casimir Vasa et les leaders militaires rassemblés au sein de la confédération de Tyszowce parviennent à reprendre du terrain en 1656. La Russie profite des difficultés suédoises pour lui déclarer la guerre et envahit la Lituanie et la Livonie suédoise.
Charles X Gustave accorde alors la souveraineté sur le duché de Prusse à Frédéric-Guillaume Ier en échange de son aide militaire et s'allie avec Georges II Rákóczi de Transylvanie qui attaque la Pologne-Lituanie par le sud-est. De son côté, Jean Casimir s'allie avec Léopold Ier d'Autriche qui entre en Pologne par le sud-ouest et stabilise le front dans la zone. Pendant que Charles X Gustave est occupé sur d'autres fronts, Frédéric III de Danemark envahit la Suède au printemps 1657 et tente ainsi de se venger de l'humiliant Traité de Brömsebro signé dix ans plus tôt. Sentant le basculement des forces en présence, le Brandebourg rompt son alliance avec la Suède après que le roi de Pologne lui a assuré la souveraineté sur le duché de Prusse lors des traités de Wehlau et de Bromberg.
L'attaque de Frédéric III fournit à Charles X Gustave une raison pour sortir de l'impasse polonaise et attaquer le Danemark. Après avoir mené son armée vers l'ouest, il franchit le détroit gelé entre la Scanie et le Jutland durant l'hiver 1657-1658 et surprend Frédéric qui doit se rendre. D'après les termes du traité de Roskilde, le Danemark doit abandonner tous ses territoires dans l'actuel sud-ouest de la Suède. Les adversaires de la Suède profitent de ce répit pour neutraliser l'armée transylvanienne ; les forces polonaises ravagent la Poméranie suédoise.
En 1658, Charles X Gustave décide d'attaquer une nouvelle fois le Danemark au lieu de se retourner contre les places fortes restantes de Pologne. Cependant, les Danois résistent à l'invasion. Les adversaires de la Suède débarquent sur l'île de Fionie et envahissent la Poméranie suédoise. Durant l'année 1659, la Suède se retranche sur ses positions au Danemark et sur la côte sud de la mer Baltique. Des négociations de paix sont lancées lorsque l'impasse devient évidente. Quand Charles X Gustave meurt en février 1660, son successeur signe le traité d'Oliva avec la Pologne-Lituanie, le Brandebourg et l'Autriche en avril et le traité de Copenhague avec le Danemark en mai. La Suède conserve la plupart de ses gains issus du traité de Roskilde ; le duché de Prusse devient un état indépendant ; les autres parties reviennent largement au statu quo ante bellum. La trêve signée en 1658 par la Suède et la Russie est confirmée par le traité de Kardis de 1661 dans lequel la Russie rétrocède les cités livoniennes qu'elle avait conquises.

## Prélude

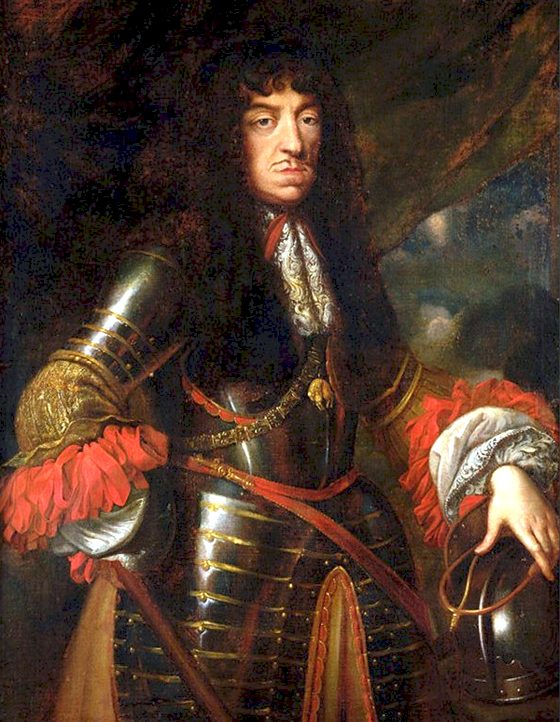
Jan II Kazimierz Vasa de Pologne

La paix de Westphalie signé en 1648, avait mis fin à la guerre de Trente Ans et  avait fait émerger l'Empire suédois comme la nouvelle puissance européenne. Au cours de la guerre de Torstenson, la Suède avait battu l'ancienne puissance de la mer Baltique, le Danemark. La Suède était en paix avec la Russie depuis la guerre d'Ingrie (1610-1617) conclu par le traité de Stolbovo et avec la république des Deux Nations (Pologne-Lituanie) après que la guerre (1626-1629) conclue avec les traités d'Altmark et de Stuhmsdorf.
De son côté, la Pologne-Lituanie, gouvernée par le roi Jan II Kazimierz Vasa était confrontée depuis 1648 avec une grave crise liée à un soulèvement cosaque et aux querelles internes de la noblesse au sein de la Diète (parlement polonais) paralysant l'action de l'État. Par conséquent la république des Deux Nations ne disposait pas d'un outil militaire capable de la défendre contre ses voisins.
En janvier 1654, une alliance anti-polonaise fut conclue entre l'hetman cosaque Bohdan Khmelnytsky et le tsar russe Alexis Ier. La même année, lorsque Charles X Gustave succéda à sa cousine Christine de Suède sur le trône de Suède, les troupes russes attaquèrent la Pologne dont les frontières étaient largement dégarnies et approchaient de la zone d'influence suédoise sur les côtes de la mer Baltique. En juillet 1654, une armée russe forte de 41 000 soldats s'empare des forteresses de Bely et de Dorogobouj et assiègent Smolensk. Voyant les progrès rapides des Russes, la Suède décida d'intervenir sous prétexte de protéger la population protestante de Pologne et s'emparer du maximum de territoires possibles avant les Russes. 

## L'invasion de la Pologne-Lituanie
En juillet 1655, l'armée suédoise entra en Pologne-Lituanie par la Poméranie suédoise à l'ouest et la Livonie au nord,. Commandée par Arvid Wittenberg (en) et forte de 13 650 hommes et 72 pièces d'artillerie, elle fut soutenue par environ 14 000 soldats de Charles X Gustave et les 7 200 hommes de Magnus Gabriel De la Gardie, qui prirent Daugavpils le 12 juillet.
Attaqué sur deux fronts, la république des Deux Nations leur opposa une levée de 14 000 hommes. Devant la supériorité suédoise, une partie des nobles de Grande-Pologne se rendit le 25 juillet après la bataille d'Ujście et se rallit au roi de Suède. Wittenberg établit une garnison à Poznań .
Au nord, l'hetman lituanien Janusz Radziwiłł trahit le roi polonais et signa le traité de Kėdainiai avec la Suède le 17 août 1655. Par cet accord, le grand-duché de Lituanie était placé sous protection suédoise sans que la Lituanie ne soit obligée d'attaquer la Pologne. Des éléments de l'armée lituanienne s'opposèrent au traité et formèrent une alliance dirigée par Paweł Jan Sapieha.
Le 24 août, Charles X Gustave rejoignit les forces de Wittenberg. Le roi polonais Jan II Kazimierz Vasa quitta Varsovie le même mois pour affronter l'armée suédoise à l'ouest mais après des escarmouches avec l'avant-garde suédoise, il dut se replier sur Cracovie. Le 8 septembre, Charles X Gustave occupa Varsovie puis se tourna vers le sud pour attaquer le roi polonais en retraite. Les batailles de Żarnów le 16 septembre et de Wojnicz le 3 octobre furent de grands succès pour la Suède. Jan Kazimierz fut capturé et exilé en Silésie tandis que Cracovie capitule le 19 octobre.
Le 20 octobre, un second traité fut signé à Kėdainiai qui unifiait la Lituanie et la Suède et Janusz Radziwiłł reconnaissait Charles X Gustave comme grand duc de Lituanie. Au cours des jours suivants, la majorité de l'armée polonaise se rend à la Suède.

## Intervention du Brandebourg

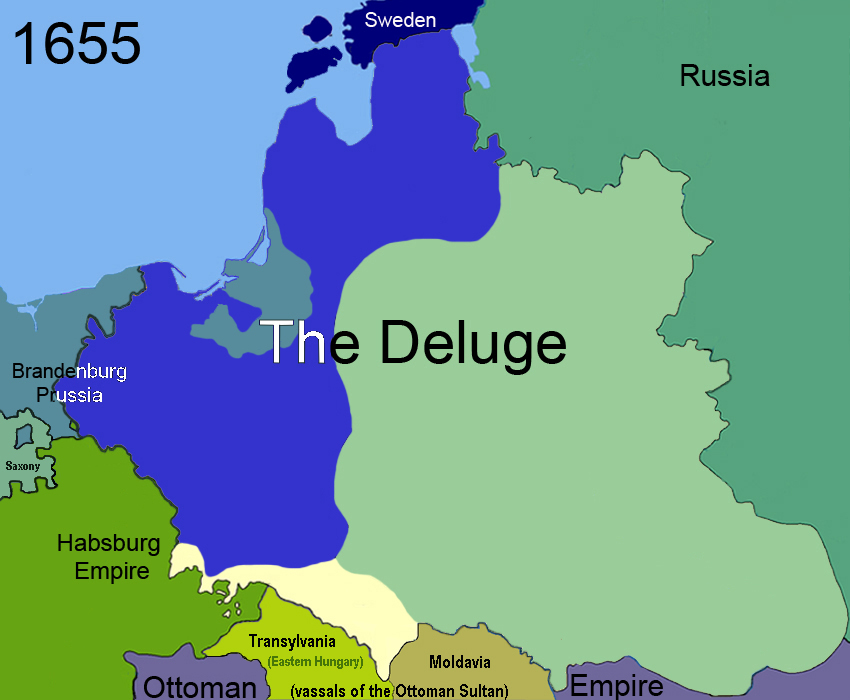
Avancée approximatives de la Suède (bleu) et de la Russie (vert) en Pologne-Lituanie

Les forces russes et cosaques occupaient l'est de la Pologne-Lituanie jusqu'à Lublin et seul Lwów restait sous contrôle polonais. À la fin du mois d'octobre, Charles X Gustave fit route vers le nord et laissa Wittenberg à Cracovie avec une force mobile de 3 000 Suédois, 2 000 Polonais et des unités dispersées dans des garnisons pour contrôler la partie de la Pologne occupée par la Suède.
Au nord, les nobles de la Prusse Royale conclurent une alliance défensive avec l'électorat de Brandebourg le 12 novembre lors du traité de Rinsk, ce qui autorisait des garnisons brandebourgeoises dans ces territoires. Gdańsk, Toruń et Elbląg n'avaient pas ratifié le traité, : les deux dernières villes furent occupées par la Suède. Par le traité de Königsberg du 17 janvier 1656, Frédéric-Guillaume Ier de Brandebourg devient le vassal de la Suède pour la Prusse Ducale. Les garnisons du Brandebourg en Prusse royale se retirent et lorsque Malbork capitule en mars, Gdansk reste la seule ville échappant au contrôle suédois.
La rapide invasion suédoise et l’occupation de larges portions du territoire par les Suédois et les Russes est connue en Pologne sous le nom de « Déluge,,, ».

## Redressement de la Pologne-Lituanie
Le « déluge » des Suédois, déboucha sur le massacre d’ecclésiastiques catholiques polonais et sur le pillage massif des églises et des monastères. Les excès des soldats protestants finirent par soulever les paysans et la noblesse, d'autant plus révoltés que les troupes suédoises profanèrent de nombreuses églises. Des groupes de partisans émergèrent dans les territoires occupés et une unité de guérilla attaqua une petite garnison suédoise à Kościan en octobre 1655 ; elle tua Frédéric de Hesse, le beau-frère du roi de Suède. Le siège du monastère paulin de Jasna Góra à Częstochowa, le lieu sacré pour les Polonais, devint le tournant de cette croisade protestante. Le monastère résista avec succès au siège des Suédois de novembre 1655 à janvier 1656. Le 20 novembre, un manifeste fut publié à Opole et appelait à une résistance populaire et au retour de Jan Kazimierz et en décembre, une milice paysanne s'empara de Nowy Sącz. Le 29 décembre, la confédération de Tyszowce est formée sous la houlette de Stanisław Lanckoroński et de Stanisław Potocki et le 1er janvier 1656, Jan Kazimierz revient d'exil. Plus tard en janvier, Stefan Czarniecki le rejoignit et en février la plupart des soldats polonais qui avaient rejoints le camp suédois se rallièrent au roi de Pologne.
Charles X Gustave et ses 11 000 hommes poursuivent les 2 400 hommes de Czarniecki et les défont à la bataille de Gołąb (en) en février 1656. Charles X Gustave tente ensuite de prendre Lwów mais son avance est stoppée le 5 avril lors de la bataille de Zamość où il échappe de justesse à l’encerclement par les armées polonaises de Sapieha et de Czarniecki mais doit abandonner tout son matériel et son artillerie. Une armée de secours menée par Frédéric de Bade est détruite par Czarniecki le 7 avril lors de la bataille de Warka. Le même mois, Jan Kazimierz avec le serment de Lwów (en), proclame la Vierge Marie reine de Pologne et promet d’alléger le fardeau des paysans s'il revient au pouvoir.

## Alliance Brandebourg-Suède et attaque russe
Le 25 juin 1655, Charles X Gustave forme une alliance avec le Brandebourg : Le traité de Malbork transfère la souveraineté de la Grande-Pologne à Frédéric-Guillaume Ier en échange de son soutien militaire. Si l'électeur de Brandebourg était libéré de la vassalité suédoise en Grande Pologne, il restait son vassal pour le duché de Prusse,. Les garnisons brandebourgeoises remplacèrent les garnisons suédoises en Grande-Pologne qui renforcèrent l'armée de Charles X Gustave. Cependant, le 29 juin, Varsovie tombe aux mains de Jan Kazimierz qui chasse les Suédois avec une force de 28 500 réguliers et une levée de 19 000 hommes. À partir de ce moment, le Brandebourg participa à la guerre du côté suédois.
Dès mai 1656, Alexis Ier de Russie avait déclaré la guerre à la Suède en profitant de l'enlisement de Charles en Pologne. Ainsi, la Livonie, l'Estonie et l'Ingrie n'étaient protégés que par les 7 000 hommes de Magnus de la Gardie en Prusse et par 10 000 soldats dispersés dans des garnisons le long de la cote Baltique. 35 000 russes entrèrent en Livonie en juillet et prirent Dünaburg.
À la fin du mois de juillet, Gdansk fut renforcé par une garnison hollandaise et une flotte combinée danoise et hollandaise brisa le blocus imposé par Charles X Gustave. Entre le 28 et le 30 juillet, une armée suédo-brandebourgeoise battit l'armée polonaise lors de la bataille de Varsovie, forçant Jan Kazimierz à se retirer à Lublin. En août, l'armée russe s'empara de la ville livonienne de Kokenhausen, assiégea Riga et Dorpat et lança des raids à travers l’Estonie, l’Ingrie et dans le Kexholm.

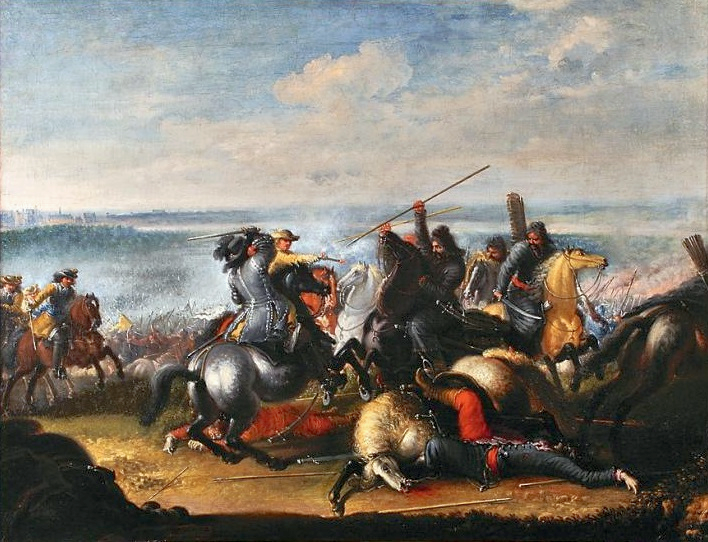
Bataille de Varsovie.

Le 4 octobre, Jan Kazimierz emporte une victoire à Łęczyca en Grande-Pologne avant de faire route vers la Prusse royale et le 8 octobre Wincenty Korwin Gosiewski avec 13 000 Lituaniens submergea une force suédo-brandebourgeoise lors de la bataille de Prostki dans la Prusse ducale. Le 22 octobre, Gosiewski fut battu par les Suédois lors de la bataille de Filipów et se retira en Lituanie. La même journée, Dorpat se rend aux Russes tandis que le siège de Riga est levé. Jan Kazimierz prend Bydgoszcz et Chojnice en Prusse royale avant de passer l'hiver à Gdansk où l'intervention hollandaise permet de lever le siège suédois.

## Entrée de la Transylvanie et sortie de la Russie

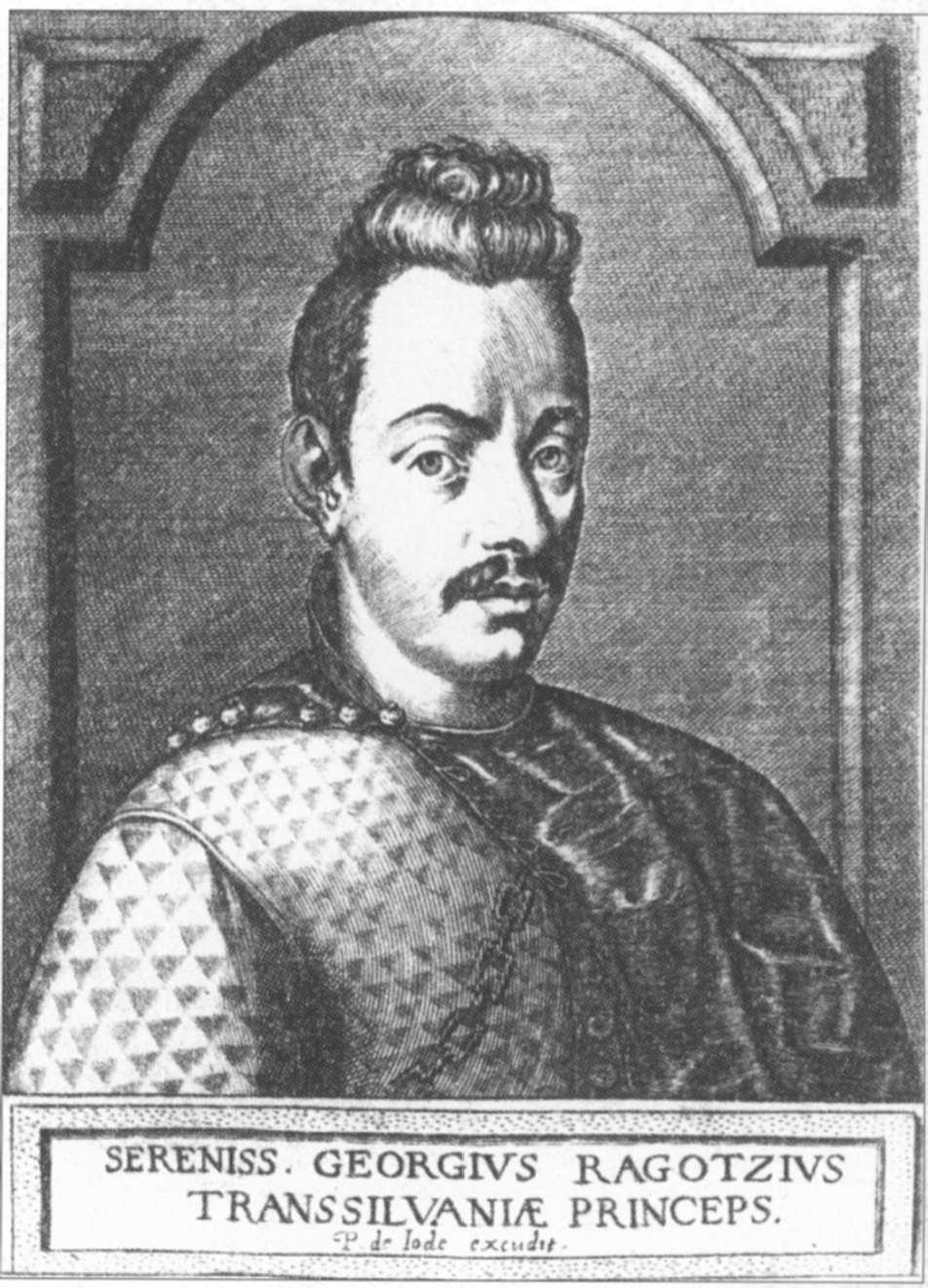
Georges II Rákóczi

D'après le Traité de Labiau du 20 novembre, Charles X Gustave de Suède accorde à Frédéric-Guillaume Ier de Brandebourg la pleine souveraineté sur la Prusse ducale en échange d'un soutien plus actif dans le conflit,. Selon le traité de Radnot du 6 décembre, Charles X Gustave accepte de reconnaître Georges II Rákóczi de Transylvanie comme roi de Pologne et grand-duc de Lituanie en échange de son entrée dans la guerre. Rákóczi lance son attaque en janvier 1657, avec 25 000 soldats et 20 000 cosaques qui permettent de lever le siège polonais de Cracovie avant de rejoindre l'armée suédoise. Au cours du mois suivant, les deux camps jouent au chat et à la souris dans toute la Pologne sans engagements majeurs en dehors de la prise de Brest par Charles X Gustave et du sac de Varsovie par Rákóczi et Gustaf Otto Stenbock le 17 juin.
Du fait des conflits internes, la participation des Cosaques fut réduite au cours de cette période. Usé par les précédentes campagnes et cherchant à faire sortir Bohdan Khmelnytsky de l'alliance avec la Suède, Alexis Ier de Russie signe la trêve de Vilnius avec la Pologne et ne lance pas de grandes offensives contre les Suédois au cours de l'année 1657 même s'il renforce ses troupes en Livonie. Le 18 juin, une force suédoise bat une armée russe de 8 000 hommes lors de la bataille de Valga en Estonie. Au début de l'année 1658, la Suède et la Russie acceptent une trêve qui se concrétisera par les traités de Vallisaare (1658) et de Kärde (1661). La guerre russo-polonaise d'un autre côté ne se terminera qu'en 1658.

## Déplacement du conflit

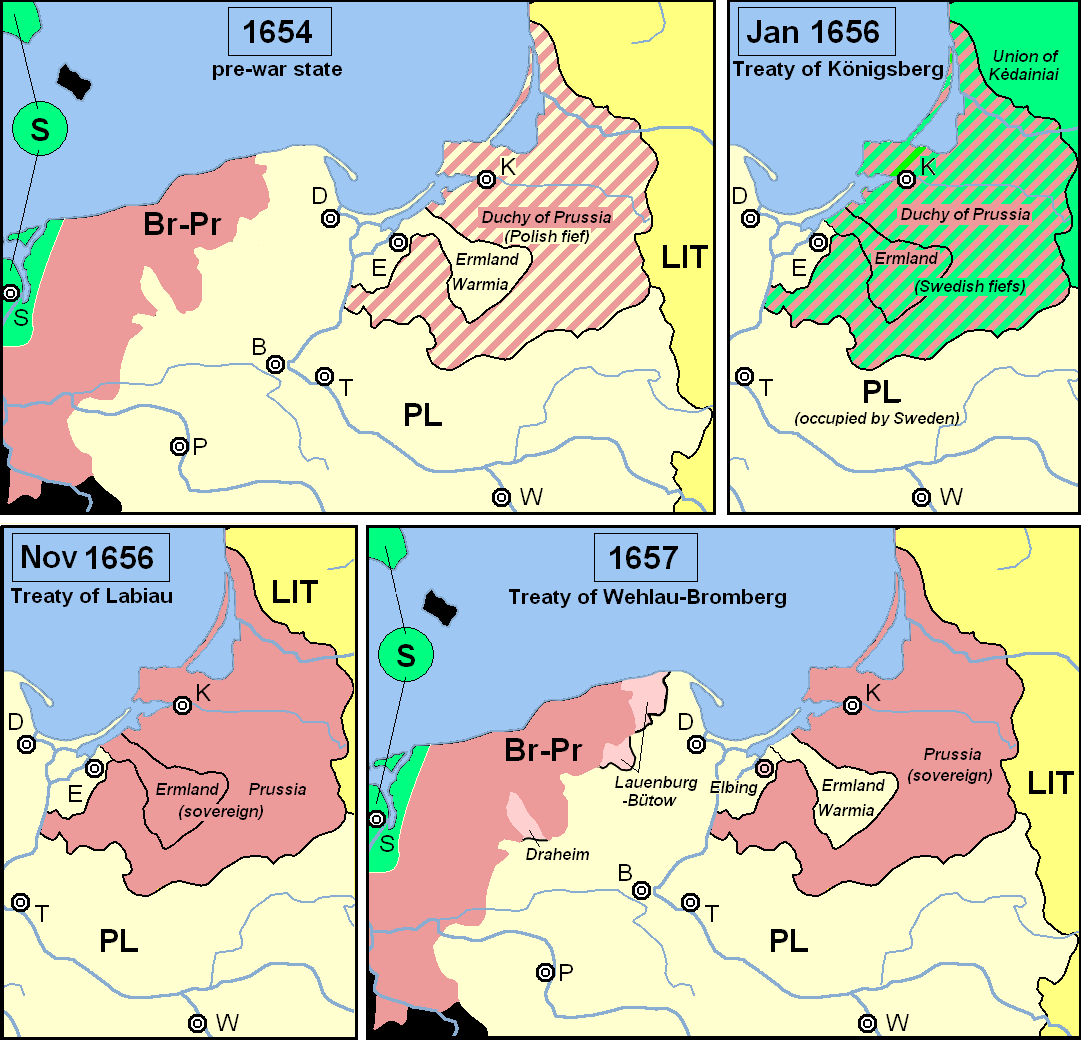
Évolutions territoriales à la suite des traités de Königsberg de Labiau et de Wehlau-Bromberg

Comme Charles X Gustave, Jan Kazimierz cherchait des alliés pour sortir de l'impasse. Le 1er décembre, il signa une alliance avec Ferdinand III de Habsbourg à Vienne,. Il ne s'agissait cependant pas d'une alliance militaire mais d'une proposition de médiation. Après la mort de Ferdinand III le 2 avril 1657, son successeur Léopold Ier, inquiet de l'intervention transylvanienne, décide de fournir 12 000 hommes à Jan Kazimierz aux frais de la Pologne. En retour, Léopold reçoit Cracovie et Poznań en gage. Apprenant cela, Frédéric III de Danemark déclare la guerre à la Suède et à partir de juin, l'armée autrichienne entre en Pologne par le sud et stoppe l'avancée de Georges II Rákóczi tandis que les Danois entrent dans le Brême-et-Verden suédois avant d'avancer dans le Jämtland et le Västergötland en juillet.
Lorsque Charles X Gustave se retire de Pologne pour contrer la menace danoise, l'alliance avec le Brandebourg et la Transylvanie s'effondre. George II Rákóczi est incapable de résister aux Autrichiens et aux Polonais sans le soutien suédois et doit se retirer en Ukraine avant de demander la paix à la Pologne. Les conditions de la paix sont humiliantes et lorsqu'il revient en Transylvanie, le sultan, excédé par l'attitude de Georges II qui se comporte en prince indépendant, décide de le destituer. Georges II Rákóczi tenta de récupérer son trône jusqu'à sa mort en 1659.
De même le Brandebourg quitte l'alliance suédoise après que la Pologne a retiré ses revendications sur la Prusse ducale lors des traités de Welhau le 19 septembre 1657 et de Bromberg le 6 novembre,. De plus, les traités sécurisaient le contrôle par le Brandebourg des villes de Lębork et de Bytów à la frontière de la Poméranie suédoise tandis que l'évêché de Varmie était rendu à la Pologne.

## Danemark et Poméranie

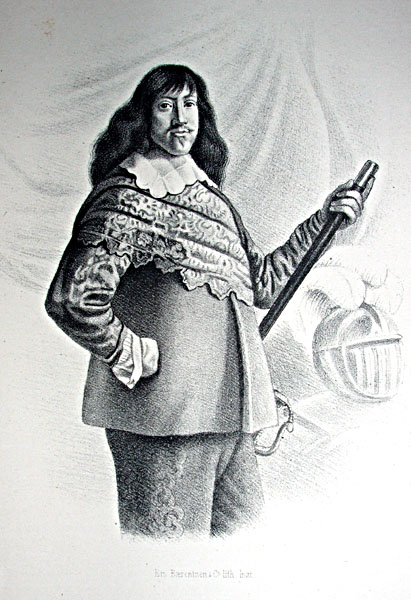
Frédéric III de Danemark

L'attaque de Frédéric III de Danemark en juin 1657, visait à récupérer les territoires perdus en 1645, ce qui fournit une opportunité à Charles X Gustave pour quitter les champs de bataille polonais. Avec 9 500 cavaliers et 2 800 fantassins, il traverse la Poméranie et le Mecklembourg. Arrivées en Holstein, les forces suédoises se divisent entre Carl Gustaf Wrangel qui doit progresser vers l'ouest pour nettoyer le Bremen-Verden et Charles X Gustave qui doit remonter vers le nord pour s'emparer du Jutland. Lorsque ces deux opérations sont terminées, Charles X Gustave se déplace vers le port suédois de Wismar et lance son armée dans l'indécise bataille de Møn.
Dans le même temps, les forces polonaises menées par le hetman Stefan Czarniecki attaquent la Poméranie suédoise et prennent Pasewalk, Gartz et Penkun. Le Brandebourg et les Habsbourgs étaient réticents à suivre Czarniecki dans les territoires du Saint-Empire romain germanique par peur de déclencher une nouvelle guerre de Trente Ans.

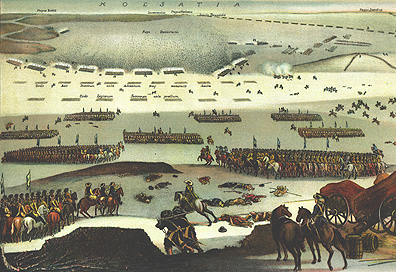
Franchissement des Belts du Danemark

Le dur hiver 1657-1658 avait bloqué la flotte dano-norvégienne dans ses ports et le Grand et le Petit Belt séparant les îles danoises du continent étaient complètement gelés. Après être entrée dans le Jutland par le sud, une armée suédoise de 7 000 vétérans entreprit la traversée des détroits. Le 9 février 1658, le Petit Belt est franchi et l'île de Funen (Fyn) est capturée en quelques jours puis c'est le tour de Langeland, Lolland et Falster. Le 25 février, l'armée suédoise poursuit à travers le Grand Belt et entre en Seeland où se trouve la capitale Copenhague. Même si seulement 5 000 hommes ont franchi les détroits, l'attaque suédoise est complètement inattendue. Frédéric III est obligé de signer le traité de Roskilde particulièrement désavantageux le 26 février 1658. La victoire suédoise est totale et lui permet de s'emparer de la Scanie, de l'île de Bornholm et des districts de Halland, Blekinge, Bohuslän et Trondheim. 
Cependant, les territoires suédois de Pologne avaient été réduits à quelques villes de Prusse royale dont Elbląg, Malbork et Toruń. Avec la trahison du Brandebourg et la neutralisation de la Transylvanie, la position de Charles X Gustave était devenue précaire. Elle s'aggrava lors du siège de Toruń par une armée austro-polonaise en juillet 1658, alors que la France la pressa de cesser les combats. La France ne souhaitait pas intervenir militairement et la Suède ne pouvait pas se permettre de violer la Paix de Westphalie en attaquant les possessions du Brandebourg et des Habsbourgs dans le Saint-Empire romain germanique ce qui aurait conduit de nombreux états allemands dans une alliance contre la Suède. Par conséquent, Charles X Gustave décida d'attaquer une nouvelle fois le Danemark.
En effet, les Danois ne remplissaient pas certaines conditions du traité de Roskilde comme le paiement des réparations, ne bloquaient pas l'accès de la mer Baltique aux flottes étrangères et lorsque 2 000 soldats danois qui devaient servir sous le drapeau suédois désertèrent, le roi de Suède embarqua le 16 août à Kiel avec une force de 10 000 hommes. Alors que tout le monde s'attendait à le voir débarquer en Prusse royale, il arriva en Seeland le 17 aout et assiégea Copenhague défendue par 10 650 Danois et 2 000 Hollandais. Cette fois cependant, la ville ne se rendit pas et un long siège commença. Lorsque les forces suédoises s'emparèrent de Kronborg en septembre, elles contrôlaient les deux rives de l'Øresund. Cette offensive menaçait les intérêts économiques hollandais en mer Baltique si bien que les Provinces-Unies envoyèrent une flotte au secours de la capitale danoise. Cette flotte força le blocus naval suédois de Copenhague lors de la bataille de l'Öresund le 29 octobre 1658.
Dans le même temps, une alliance anti-suédoise de 14 500 Brandebourgeois commandés par Frédéric-Guillaume Ier, 10 600 Autrichiens menés par Raimondo Montecuccoli et 4 500 Polonais commandés par Czarniecki s'était déployée au Danemark pour affronter Charles X Gustave. En janvier 1659, les alliés s'étaient emparés de Fredericia, Kolding et Als. Charles X Gustave tenta de lancer un assaut décisif sur Copenhague les 21 et 22 février mais fut repoussé.

## Retranchement de la Suède

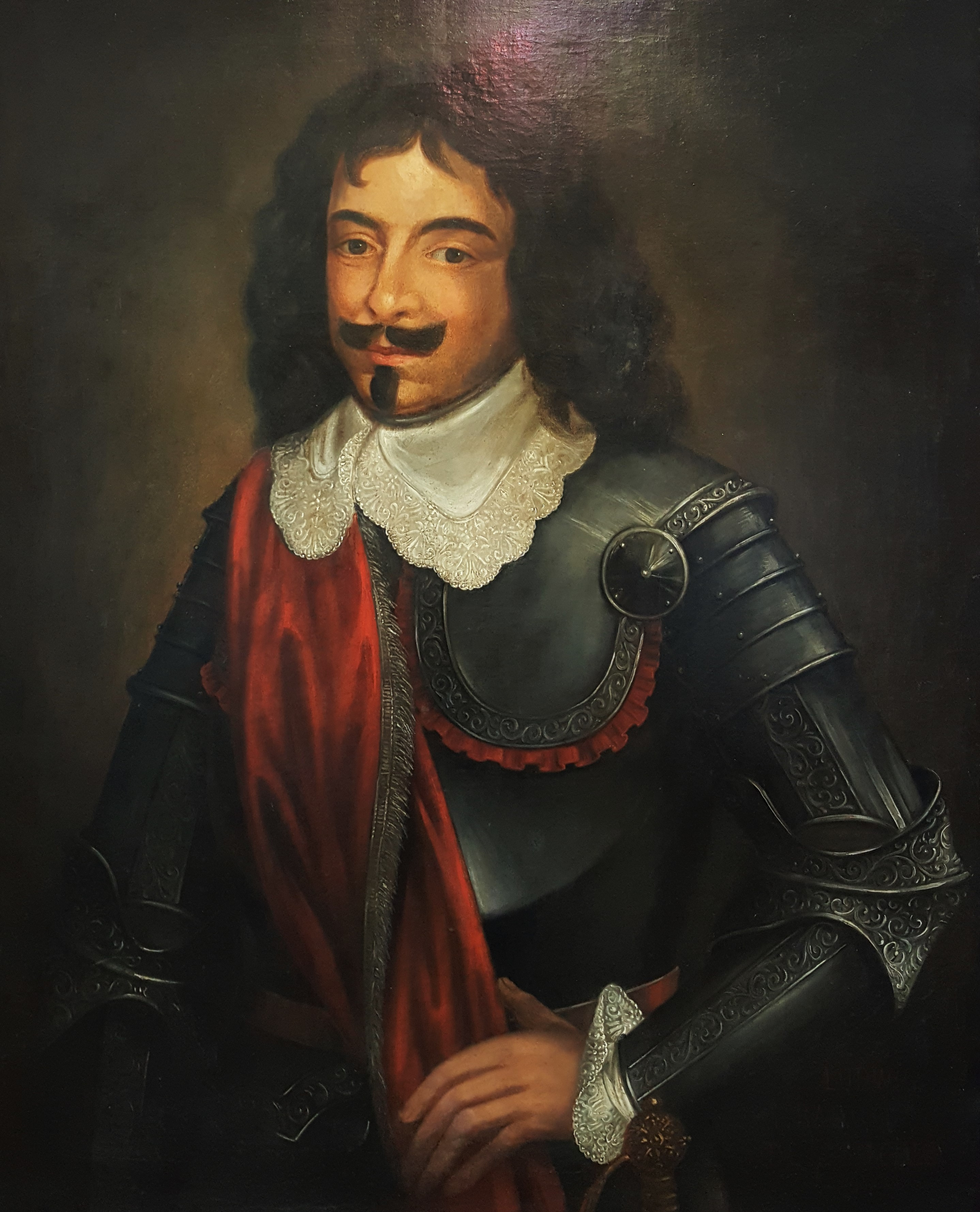
Jean-Louis Raduit de Souches

En 1659, les forces suédoises se retranchèrent dans leurs places fortes du sud de la Mer Baltique. 17 000 Autrichiens et 13 000 Brandebourgeois menés par Jean-Louis Raduit de Souches envahirent la Poméranie suédoise, prirent l'île de Wolin, Damm et Demmin avant d'assiéger sans succès Szczecin et Greifswald. Des contre-attaques menées par Burchard Müller von der Lühne (de) et Paul Wirtz permirent de lever le siège de Greifswald et de capturer le dépôt de munitions brandebourgeois à Curau. Les forces du Brandebourg se retirèrent en ravageant tous les territoires qu'elles traversèrent.
Dans les provinces occupées du Danemark, des mouvements de guérilla harcelaient les garnisons suédoises. Après un soulèvement, les Norvégiens s'emparèrent de Trondheim à la fin de l'année 1658. En Scanie et en Seeland, les snaphaner (rebelles) menés Lorenz Tuxen (de) et Svend Poulsen (en) étaient particulièrement agressifs. La garnison suédoise de Bornholm se rendit aux insurgés après la mort de son commandant.
En Prusse royale, Toruń était tombée en décembre 1658 mais Elbląg et Malbork continuaient de résister. Le 24 novembre, la Suède dut abandonner Funen et Langeland après sa défaite lors de la bataille de Nyborg et en janvier 1660, elle perd la forteresse livonienne de Mitau.

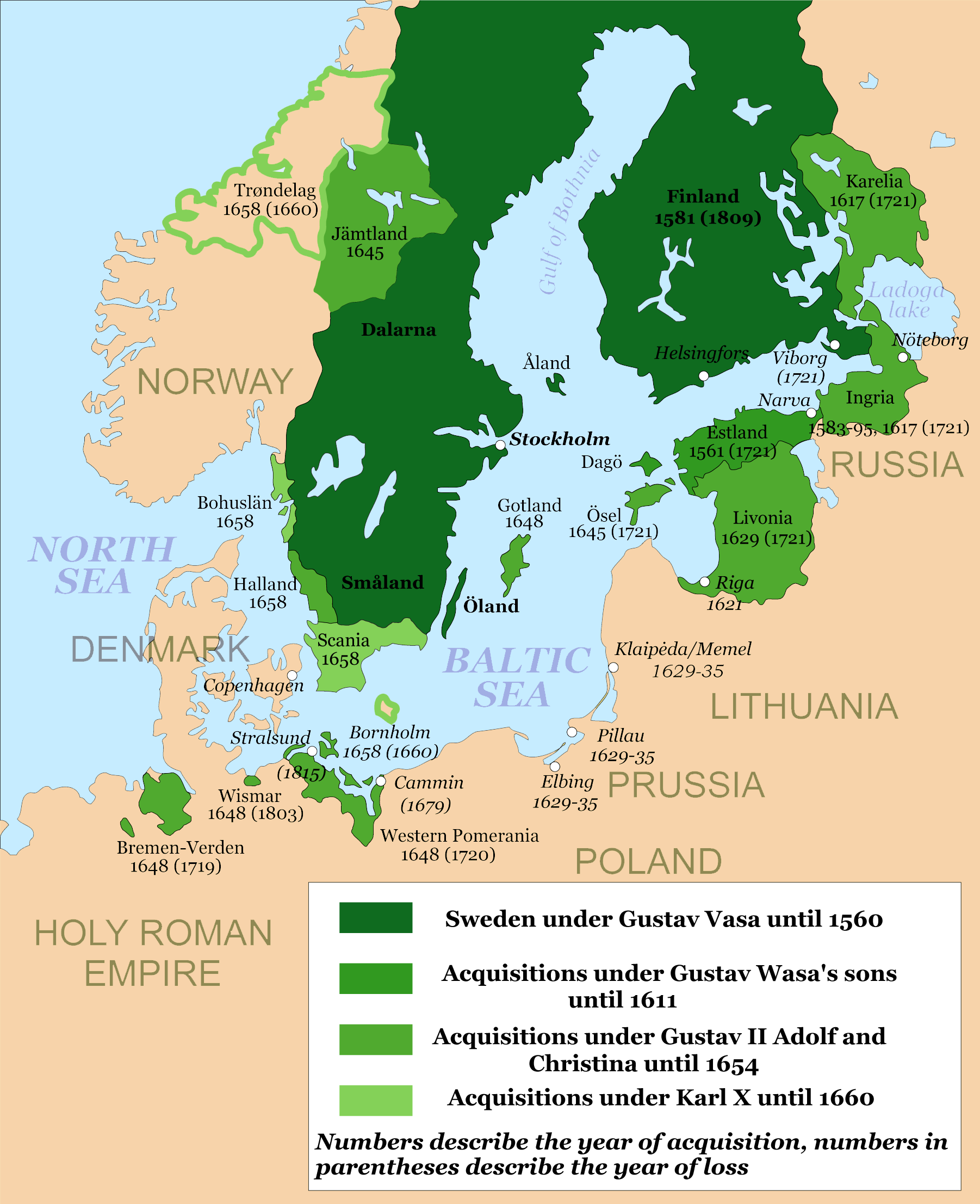
Gains territoriaux de la Suède après les traités de Roskilde et de Copenhague. La première guerre du nord marqua l'apogée de l'Empire suédois

Dans le même temps, des conflits éclatèrent dans l'alliance anti-suédoise entre l'Autriche et la Pologne car les Polonais avaient l'impression que les Habsbourg ne participaient pas assez à l'effort de guerre. Avec la continuation de la guerre russo-polonaise, la majorité des troupes polonaises était bloquée en Ukraine. L'Angleterre, la France et les Provinces-Unies s'accordèrent sur une position commune qui pressait la Suède de faire la paix avec le Danemark selon les termes du traité de Roskilde et des négociations de paix commencèrent sous l'égide de la France et durèrent tout au long de l'année 1659.

## Paix
Charles X Gustave tomba malade au début de l'année 1660 et mourut le 23 février. Avec la mort du roi suédois, l'un des obstacles majeurs à la paix disparaissait. Le traité d'Oliva fut signé le 23 avril par la Pologne-Lituanie, le Brandebourg, l'Autriche et la Suède. Le Brandebourg fut reconnu comme souverain en Prusse ducale et Jan Kazimierz retira ses prétentions sur le trône suédois même s'il garda ce titre jusqu'à sa mort. Tous les territoires occupés furent rétrocédés aux puissances d'avant-guerre.
Cependant, les Danois étaient réticents à faire la paix après leurs récents succès car ils voyaient la faiblesse suédoise. Les Hollandais mirent fin au blocus mais furent convaincus par les Danois de les soutenir. La France et l'Angleterre intervinrent en faveur de la Suède et l'Europe était au bord d'un nouveau conflit. Cependant, le Danois Hannibal Sehested négocia un traité sans intervention directe des puissances étrangères et le conflit fut résolu par le traité de Copenhague par lequel la Suède rendait Bornholm et Trøndelag au Danemark. Les frontières mises en place par ce traité sont toujours les frontières actuelles entre la Suède, le Danemark et la Norvège.
La Russie, toujours engagée dans la guerre contre la Pologne régla ses différends avec la Suède dans le traité de Kardis qui rétrocédait les territoires occupés par la Russie à la Suède.